# Charles W. Juels
| Asteroides descubiertos: 475           | Asteroides descubiertos: 475 |
| -------------------------------------- | ---------------------------- |
| (12128) Palermiti                      | 13 de septiembre de 1999     |
| (12574) LONEOS                         | 4 de septiembre de 1999      |
| (12929) 1999 TZ1                       | 2 de octubre de 1999         |
| (12934) Bisque                         | 11 de octubre de 1999        |
| (13421) Holvorcem                      | 11 de noviembre de 1999      |
| (13423) Bobwoolley                     | 13 de noviembre de 1999      |
| (13425) Waynebrown                     | 15 de noviembre de 1999      |
| (13820) Schwartz                       | 1 de noviembre de 1999       |
| (13830) ARLT                           | 4 de diciembre de 1999       |
| (13859) Fredtreasure                   | 13 de diciembre de 1999      |
| (13860) Neely                          | 15 de diciembre de 1999      |
| (14223) Dolby                          | 3 de diciembre de 1999       |
| (14238) d'Artagnan                     | 31 de diciembre de 1999      |
| (15522) Trueblood                      | 14 de diciembre de 1999      |
| (15606) Winer                          | 11 de abril de 2000          |
| (16135) Ivarsson                       | 9 de diciembre de 1999       |
| (16144) Korsten                        | 15 de diciembre de 1999      |
| (16157) Toastmasters                   | 5 de enero de 2000           |
| (16158) Monty                          | 5 de enero de 2000           |
| (17184) Carlrogers                     | 13 de noviembre de 1999      |
| (17185) Mcdavid                        | 14 de noviembre de 1999      |
| (17250) Genelucas                      | 11 de abril de 2000          |
| (18871) Grauer                         | 11 de noviembre de 1999      |
| (18877) Stevendodds                    | 4 de diciembre de 1999       |
| (18879) 1999 XJ143                     | 15 de diciembre de 1999      |
| (19634) 1999 RG45                      | 14 de septiembre de 1999     |
| (19719) Glasser                        | 9 de noviembre de 1999       |
| (19721) Wray                           | 10 de noviembre de 1999      |
| (19727) Allen                          | 4 de diciembre de 1999       |
| (19730) Machiavelli                    | 7 de diciembre de 1999       |
| (20524) Bustersikes                    | 13 de septiembre de 1999     |
| (20663) 1999 UU2                       | 19 de octubre de 1999        |
| (20676) 1999 VA7                       | 8 de noviembre de 1999       |
| (20679) 1999 VU9                       | 9 de noviembre de 1999       |
| (20680) 1999 VX9                       | 9 de noviembre de 1999       |
| (20682) 1999 VP23                      | 14 de noviembre de 1999      |
| (20714) 1999 XS36                      | 7 de diciembre de 1999       |
| (20721) 1999 XA105                     | 9 de diciembre de 1999       |
| (20728) 1999 XD143                     | 14 de diciembre de 1999      |
| (20729) 1999 XS143                     | 15 de diciembre de 1999      |
| (20789) Hughgrant                      | 28 de septiembre de 2000     |
| (20825) 2000 UN11                      | 26 de octubre de 2000        |
| (20885) 2000 WD2                       | 18 de noviembre de 2000      |
| (20886) 2000 WE2                       | 18 de noviembre de 2000      |
| (20890) 2000 WN19                      | 25 de noviembre de 2000      |
| (20898) Fountainhills                  | 30 de noviembre de 2000      |
| (21679) Bettypalermiti                 | 8 de septiembre de 1999      |
| (21683) Segal                          | 9 de septiembre de 1999      |
| (21899) 1999 VU8                       | 8 de noviembre de 1999       |
| (21901) 1999 VZ11                      | 10 de noviembre de 1999      |
| (21902) 1999 VD12                      | 10 de noviembre de 1999      |
| (21903) Wallace                        | 10 de noviembre de 1999      |
| (21904) 1999 VV12                      | 11 de noviembre de 1999      |
| (21906) 1999 VH20                      | 11 de noviembre de 1999      |
| (21907) 1999 VM20                      | 11 de noviembre de 1999      |
| (21910) 1999 VT23                      | 14 de noviembre de 1999      |
| (21911) 1999 VW23                      | 14 de noviembre de 1999      |
| (21912) 1999 VL24                      | 15 de noviembre de 1999      |
| (21974) 1999 XV1                       | 3 de diciembre de 1999       |
| (21975) 1999 XR2                       | 4 de diciembre de 1999       |
| (21976) 1999 XV2                       | 4 de diciembre de 1999       |
| (21977) 1999 XW2                       | 4 de diciembre de 1999       |
| (21997) 1999 XP36                      | 7 de diciembre de 1999       |
| (21998) 1999 XH37                      | 7 de diciembre de 1999       |
| (22031) 1999 XA137                     | 14 de diciembre de 1999      |
| (22870) Rosing                         | 14 de septiembre de 1999     |
| (22900) Trudie                         | 11 de octubre de 1999        |
| (22959) 1999 UY1                       | 16 de octubre de 1999        |
| (22970) 1999 VT8                       | 8 de noviembre de 1999       |
| (22971) 1999 VY8                       | 9 de noviembre de 1999       |
| (22972) 1999 VR12                      | 11 de noviembre de 1999      |
| (22975) 1999 VR23                      | 14 de noviembre de 1999      |
| (22977) 1999 VF24                      | 15 de noviembre de 1999      |
| (23030) Jimkennedy                     | 4 de diciembre de 1999       |
| (23051) 1999 XF37                      | 7 de diciembre de 1999       |
| (23052) 1999 XK37                      | 7 de diciembre de 1999       |
| (23092) 1999 XT136                     | 14 de diciembre de 1999      |
| (23093) 1999 XW136                     | 14 de diciembre de 1999      |
| (23094) 1999 XF143                     | 15 de diciembre de 1999      |
| (23110) Ericberne                      | 2 de enero de 2000           |
| (23111) Fritzperls                     | 2 de enero de 2000           |
| (23120) Paulallen                      | 5 de enero de 2000           |
| (23256) 2000 YK17                      | 28 de diciembre de 2000      |
| (24101) Cassini                        | 9 de noviembre de 1999       |
| (24102) Jacquescassini                 | 9 de noviembre de 1999       |
| (24103) Dethury                        | 9 de noviembre de 1999       |
| (24104) Vinissac                       | 9 de noviembre de 1999       |
| (24105) Broughton                      | 9 de noviembre de 1999       |
| (24106) 1999 VA12                      | 10 de noviembre de 1999      |
| (24108) 1999 VL20                      | 11 de noviembre de 1999      |
| (24109) 1999 VO20                      | 11 de noviembre de 1999      |
| (24110) 1999 VP20                      | 11 de noviembre de 1999      |
| (24112) 1999 VO23                      | 14 de noviembre de 1999      |
| (24113) 1999 VQ23                      | 14 de noviembre de 1999      |
| (24114) 1999 VV23                      | 14 de noviembre de 1999      |
| (24115) 1999 VH24                      | 15 de noviembre de 1999      |
| (24116) 1999 VK24                      | 15 de noviembre de 1999      |
| (24177) 1999 XJ7                       | 4 de diciembre de 1999       |
| (24178) 1999 XL7                       | 4 de diciembre de 1999       |
| (24179) 1999 XS7                       | 4 de diciembre de 1999       |
| (24196) 1999 XG37                      | 7 de diciembre de 1999       |
| (24247) 1999 XD105                     | 9 de diciembre de 1999       |
| (24258) 1999 XH127                     | 9 de diciembre de 1999       |
| (24264) 1999 XL143                     | 15 de diciembre de 1999      |
| (24303) Michaelrice                    | 16 de diciembre de 1999      |
| (24304) Lynnrice                       | 16 de diciembre de 1999      |
| (24476) 2000 WE68                      | 29 de noviembre de 2000      |
| (25338) 1999 RE2                       | 6 de septiembre de 1999      |
| (25398) 1999 VM12                      | 11 de noviembre de 1999      |
| (25399) Vonnegut                       | 11 de noviembre de 1999      |
| (25450) 1999 XQ7                       | 4 de diciembre de 1999       |
| (25529) 1999 XL127                     | 11 de diciembre de 1999      |
| (25535) 1999 XF144                     | 15 de diciembre de 1999      |
| (25536) 1999 XG144                     | 15 de diciembre de 1999      |
| (25599) 2000 AN                        | 2 de enero de 2000           |
| (25627) 2000 AU50                      | 5 de enero de 2000           |
| (25891) 2000 WK9                       | 20 de noviembre de 2000      |
| (26387) 1999 TG2                       | 2 de octubre de 1999         |
| (26443) 2000 AT50                      | 5 de enero de 2000           |
| (26614) 2000 GD4                       | 5 de abril de 2000           |
| (27259) 1999 XS136                     | 13 de diciembre de 1999      |
| (28346) Kent                           | 19 de marzo de 1999          |
| (28431) 1999 XO136                     | 13 de diciembre de 1999      |
| (28649) 2000 GZ1                       | 4 de abril de 2000           |
| (29750) Chleborad                      | 8 de febrero de 1999         |
| (29870) 1999 GV4                       | 11 de abril de 1999          |
| (29980) Dougsimons                     | 30 de septiembre de 1999     |
| (31603) 1999 GQ3                       | 10 de abril de 1999          |
| (31609) 1999 GT5                       | 15 de abril de 1999          |
| (33483) 1999 GW4                       | 11 de abril de 1999          |
| (33529) Henden                         | 19 de abril de 1999          |
| (33544) Jerold                         | 15 de mayo de 1999           |
| (33750) Davehiggins                    | 6 de septiembre de 1999      |
| (33794) 1999 TR2                       | 2 de octubre de 1999         |
| (33799) Myra                           | 19 de octubre de 1999        |
| (33800) Gross                          | 8 de noviembre de 1999       |
| (33805) 1999 XQ36                      | 7 de diciembre de 1999       |
| (34588) 2000 TL                        | 2 de octubre de 2000         |
| (34754) 2001 QG111                     | 25 de augusto de 2001        |
| (34839) 2001 SL263 [A]                 | 25 de septiembre de 2001     |
| (36237) 1999 VX11                      | 10 de noviembre de 1999      |
| (36292) 2000 GX122                     | 11 de abril de 2000          |
| (37190) 2000 WC63                      | 28 de noviembre de 2000      |
| (37424) 2001 YA3                       | 19 de diciembre de 2001      |
| (37425) 2001 YM3                       | 19 de diciembre de 2001      |
| (38454) Boroson                        | 2 de octubre de 1999         |
| (38459) 1999 TX12                      | 10 de octubre de 1999        |
| (38528) 1999 UL4                       | 31 de octubre de 1999        |
| (38543) 1999 VW9                       | 9 de noviembre de 1999       |
| (38582) 1999 XE37                      | 7 de diciembre de 1999       |
| (39369) 2002 CE13                      | 8 de febrero de 2002         |
| (40745) 1999 TN2                       | 2 de octubre de 1999         |
| (40746) 1999 TP2                       | 2 de octubre de 1999         |
| (40760) 1999 TH11                      | 9 de octubre de 1999         |
| (41044) 1999 VW6                       | 8 de noviembre de 1999       |
| (41045) 1999 VX6                       | 8 de noviembre de 1999       |
| (41046) 1999 VZ6                       | 8 de noviembre de 1999       |
| (41049) Van Citters                    | 9 de noviembre de 1999       |
| (41198) 1999 WB                        | 16 de noviembre de 1999      |
| (41245) 1999 XJ37                      | 7 de diciembre de 1999       |
| (41305) 1999 XK143                     | 15 de diciembre de 1999      |
| (41437) 2000 GT122                     | 11 de abril de 2000          |
| (41669) 2000 TW28                      | 6 de octubre de 2000         |
| (41672) 2000 TX36                      | 15 de octubre de 2000        |
| (41686) 2000 UN16                      | 29 de octubre de 2000        |
| (41791) 2000 WJ3                       | 19 de noviembre de 2000      |
| (41799) 2000 WL19                      | 25 de noviembre de 2000      |
| (41800) Robwilliams                    | 25 de noviembre de 2000      |
| (42354) Kindleberger [A]               | 12 de febrero de 2002        |
| (42357) 2002 CS52                      | 12 de febrero de 2002        |
| (42365) Caligiuri [A]                  | 12 de febrero de 2002        |
| (43023) 1999 VS12                      | 11 de noviembre de 1999      |
| (43024) 1999 VU12                      | 11 de noviembre de 1999      |
| (43026) 1999 VJ20                      | 11 de noviembre de 1999      |
| (43094) 1999 XK7                       | 4 de diciembre de 1999       |
| (43114) 1999 XR36                      | 7 de diciembre de 1999       |
| (43391) 2000 WT62                      | 28 de noviembre de 2000      |
| (43617) 2002 CL43 [A]                  | 12 de febrero de 2002        |
| (44727) 1999 TZ14                      | 12 de octubre de 1999        |
| (44896) 1999 VB12                      | 10 de noviembre de 1999      |
| (44897) 1999 VP12                      | 11 de noviembre de 1999      |
| (44905) 1999 VS22                      | 13 de noviembre de 1999      |
| (44907) 1999 VM24                      | 15 de noviembre de 1999      |
| (45034) 1999 XA2                       | 3 de diciembre de 1999       |
| (45035) 1999 XB2                       | 3 de diciembre de 1999       |
| (45072) 1999 XC37                      | 7 de diciembre de 1999       |
| (45163) 1999 XE127                     | 9 de diciembre de 1999       |
| (45164) 1999 XK127                     | 9 de diciembre de 1999       |
| (45173) 1999 XU136                     | 14 de diciembre de 1999      |
| (45875) 2000 WJ19                      | 25 de noviembre de 2000      |
| (46436) 2002 LH5 [A]                   | 6 de junio de 2002           |
| (46437) 2002 LL5 [A]                   | 6 de junio de 2002           |
| (46441) Mikepenston [A]                | 10 de junio de 2002          |
| (46442) Keithtritton [A]               | 12 de junio de 2002          |
| (47311) 1999 XN7                       | 4 de diciembre de 1999       |
| (47411) 1999 XZ136                     | 14 de diciembre de 1999      |
| (47470) 2000 AF                        | 2 de enero de 2000           |
| (47471) 2000 AM                        | 2 de enero de 2000           |
| (48299) 2002 LE35 [A]                  | 11 de junio de 2002          |
| (48300) Kronk [A]                      | 11 de junio de 2002          |
| (48301) 2002 LL35 [A]                  | 12 de junio de 2002          |
| (49703) 1999 VT12                      | 11 de noviembre de 1999      |
| (49781) 1999 XT7                       | 4 de diciembre de 1999       |
| (51983) Honig [A]                      | 19 de septiembre de 2001     |
| (52005) Maik [A]                       | 8 de febrero de 2002         |
| (53428) 1999 TD2                       | 2 de octubre de 1999         |
| (53909) 2000 GC4                       | 5 de abril de 2000           |
| (55331) Putzi [A]                      | 21 de septiembre de 2001     |
| (55395) 2001 SY285 [A]                 | 28 de septiembre de 2001     |
| (55555) DNA [A]                        | 19 de diciembre de 2001      |
| (55568) 2002 CU15 [A]                  | 8 de febrero de 2002         |
| (57031) 2000 VA                        | 1 de noviembre de 2000       |
| (57359) Robcrawford                    | 1 de septiembre de 2001      |
| (57413) 2001 SE [A]                    | 16 de septiembre de 2001     |
| (57414) 2001 SJ [A]                    | 16 de septiembre de 2001     |
| (57418) 2001 SE4 [A]                   | 18 de septiembre de 2001     |
| (57421) 2001 SY8 [A]                   | 19 de septiembre de 2001     |
| (57508) 2001 SN270 [A]                 | 27 de septiembre de 2001     |
| (57517) 2001 SV285 [A]                 | 28 de septiembre de 2001     |
| (57518) 2001 SB286 [A]                 | 28 de septiembre de 2001     |
| (59365) 1999 EM                        | 9 de marzo de 1999           |
| (59426) 1999 GS5                       | 15 de abril de 1999          |
| (59804) Dickjoyce                      | 5 de septiembre de 1999      |
| (59998) 1999 TS2                       | 2 de octubre de 1999         |
| (60178) 1999 VY6                       | 8 de noviembre de 1999       |
| (60181) 1999 VV9                       | 9 de noviembre de 1999       |
| (60187) 1999 VL23                      | 14 de noviembre de 1999      |
| (60290) 1999 XJ127                     | 9 de diciembre de 1999       |
| (60764) 2000 GV122                     | 11 de abril de 2000          |
| (62989) 2000 WC2                       | 17 de noviembre de 2000      |
| (62999) 2000 WK19                      | 25 de noviembre de 2000      |
| (63032) Billschmitt                    | 28 de noviembre de 2000      |
| (63883) 2001 SO [A]                    | 16 de septiembre de 2001     |
| (63892) 2001 SX4 [A]                   | 18 de septiembre de 2001     |
| (63896) 2001 SE9 [A]                   | 19 de septiembre de 2001     |
| (64031) 2001 SV169 [A]                 | 24 de septiembre de 2001     |
| (64060) 2001 SM263 [A]                 | 25 de septiembre de 2001     |
| (64070) NEAT [A]                       | 24 de septiembre de 2001     |
| (64088) 2001 SX285 [A]                 | 28 de septiembre de 2001     |
| (64839) 2001 YJ3 [A]                   | 19 de diciembre de 2001      |
| (65099) 2002 CH13 [A]                  | 8 de febrero de 2002         |
| (65100) Birtwhistle [A]                | 8 de febrero de 2002         |
| (65101) 2002 CS15 [A]                  | 8 de febrero de 2002         |
| (65148) 2002 CE117 [A]                 | 11 de febrero de 2002        |
| (66275) 1999 JX8                       | 15 de mayo de 1999           |
| (66660) 1999 TH2                       | 2 de octubre de 1999         |
| (66844) 1999 VP                        | 1 de noviembre de 1999       |
| (66850) 1999 VX8                       | 9 de noviembre de 1999       |
| (66851) 1999 VT9                       | 9 de noviembre de 1999       |
| (66855) 1999 VM22                      | 13 de noviembre de 1999      |
| (66947) 1999 XZ1                       | 3 de diciembre de 1999       |
| (66949) 1999 XO7                       | 4 de diciembre de 1999       |
| (66960) 1999 XN36                      | 7 de diciembre de 1999       |
| (66991) 1999 XE105                     | 9 de diciembre de 1999       |
| (67021) 1999 XG143                     | 15 de diciembre de 1999      |
| (67724) 2000 UP16                      | 29 de octubre de 2000        |
| (68020) 2000 YJ17                      | 28 de diciembre de 2000      |
| (68448) Sidneywolff [A]                | 18 de septiembre de 2001     |
| (68632) 2002 CN7 [A]                   | 6 de febrero de 2002         |
| (68635) 2002 CT15 [A]                  | 8 de febrero de 2002         |
| (68645) 2002 CQ52 [A]                  | 11 de febrero de 2002        |
| (70441) 1999 TH8                       | 7 de octubre de 1999         |
| (70680) 1999 UN4                       | 31 de octubre de 1999        |
| (70724) 1999 VS1                       | 4 de noviembre de 1999       |
| (70725) 1999 VH2                       | 5 de noviembre de 1999       |
| (70730) 1999 VN5                       | 6 de noviembre de 1999       |
| (70734) 1999 VS8                       | 8 de noviembre de 1999       |
| (70735) 1999 VZ8                       | 9 de noviembre de 1999       |
| (70746) 1999 VQ22                      | 13 de noviembre de 1999      |
| (70747) 1999 VT22                      | 13 de noviembre de 1999      |
| (70749) 1999 VS23                      | 14 de noviembre de 1999      |
| (70750) 1999 VJ24                      | 15 de noviembre de 1999      |
| (70953) 1999 XY1                       | 3 de diciembre de 1999       |
| (70999) 1999 XW36                      | 7 de diciembre de 1999       |
| (71000) Hughdowns                      | 7 de diciembre de 1999       |
| (71001) Natspasoc                      | 7 de diciembre de 1999       |
| (71096) 1999 XR136                     | 13 de diciembre de 1999      |
| (71102) 1999 XH144                     | 15 de diciembre de 1999      |
| (72036) 2000 XM44                      | 9 de diciembre de 2000       |
| (72949) 2002 CC43 [A]                  | 12 de febrero de 2002        |
| (74509) Gillett                        | 22 de marzo de 1999          |
| (74809) 1999 TE2                       | 2 de octubre de 1999         |
| (74814) 1999 TD8                       | 5 de octubre de 1999         |
| (74815) 1999 TG8                       | 7 de octubre de 1999         |
| (74819) 1999 TG11                      | 9 de octubre de 1999         |
| (74822) 1999 TA15                      | 12 de octubre de 1999        |
| (74824) Tarter                         | 12 de octubre de 1999        |
| (75014) 1999 UO4                       | 31 de octubre de 1999        |
| (75067) 1999 VN12                      | 11 de noviembre de 1999      |
| (75077) 1999 VP22                      | 13 de noviembre de 1999      |
| (75079) 1999 VN24                      | 15 de noviembre de 1999      |
| (75304) 1999 XT36                      | 7 de diciembre de 1999       |
| (75305) 1999 XV36                      | 7 de diciembre de 1999       |
| (75307) 1999 XM37                      | 7 de diciembre de 1999       |
| (75409) 1999 XR104                     | 9 de diciembre de 1999       |
| (75454) 1999 XL144                     | 15 de diciembre de 1999      |
| (75564) Audubon                        | 2 de enero de 2000           |
| (76855) 2000 WD63                      | 28 de noviembre de 2000      |
| (77870) MOTESS [A]                     | 16 de septiembre de 2001     |
| (77871) 2001 SC9 [A]                   | 19 de septiembre de 2001     |
| (78070) 2002 LG5 [A]                   | 6 de junio de 2002           |
| (78092) 2002 LD30 [A]                  | 10 de junio de 2002          |
| (78928) 2003 SR128 [A]                 | 20 de septiembre de 2003     |
| (80012) 1999 GT4                       | 11 de abril de 1999          |
| (80134) 1999 TE8                       | 5 de octubre de 1999         |
| (80452) 2000 AK                        | 2 de enero de 2000           |
| (80499) 2000 AR50                      | 5 de enero de 2000           |
| (83360) Catalina [A]                   | 16 de septiembre de 2001     |
| (83361) 2001 SK [A]                    | 16 de septiembre de 2001     |
| (83373) 2001 SA9 [A]                   | 19 de septiembre de 2001     |
| (83374) 2001 SF9 [A]                   | 19 de septiembre de 2001     |
| (83597) 2001 SU263 [A]                 | 25 de septiembre de 2001     |
| (83604) 2001 SG270 [A]                 | 26 de septiembre de 2001     |
| (83605) 2001 SJ270 [A]                 | 26 de septiembre de 2001     |
| (83609) 2001 SE273 [A]                 | 24 de septiembre de 2001     |
| (83987) 2002 LR32 [A]                  | 11 de junio de 2002          |
| (84342) 2002 TP64 [A]                  | 5 de octubre de 2002         |
| (86203) 1999 TA2                       | 2 de octubre de 1999         |
| (86204) 1999 TQ2                       | 2 de octubre de 1999         |
| (86292) 1999 VY11                      | 10 de noviembre de 1999      |
| (86298) 1999 VO22                      | 13 de noviembre de 1999      |
| (86358) 1999 XB143                     | 14 de diciembre de 1999      |
| (87954) Tomkaye                        | 2 de octubre de 2000         |
| (87965) 2000 TX28                      | 6 de octubre de 2000         |
| (88097) 2000 WU62                      | 28 de noviembre de 2000      |
| (88704) 2001 SF [A]                    | 16 de septiembre de 2001     |
| (88796) 2001 SB116 [A]                 | 22 de septiembre de 2001     |
| (88880) 2001 SF270 [A]                 | 25 de septiembre de 2001     |
| (88886) 2001 SA286 [A]                 | 28 de septiembre de 2001     |
| (89831) 2002 CW4 [A]                   | 5 de febrero de 2002         |
| (89956) Leibacher [A]                  | 6 de junio de 2002           |
| (91284) 1999 FE7                       | 19 de marzo de 1999          |
| (91590) 1999 TA3                       | 3 de octubre de 1999         |
| (91596) 1999 TF11                      | 9 de octubre de 1999         |
| (91896) 1999 VY9                       | 9 de noviembre de 1999       |
| (91897) 1999 VB10                      | 9 de noviembre de 1999       |
| (93763) 2000 WH19                      | 25 de noviembre de 2000      |
| (94058) 2000 YM17                      | 28 de diciembre de 2000      |
| (95220) 2002 CQ15 [A]                  | 8 de febrero de 2002         |
| (95238) 2002 CH43 [A]                  | 12 de febrero de 2002        |
| (95461) 2002 DZ2 [A]                   | 21 de febrero de 2002        |
| (96632) 1999 GE1                       | 6 de abril de 1999           |
| (96872) 1999 TC2                       | 2 de octubre de 1999         |
| (96874) 1999 TF8                       | 6 de octubre de 1999         |
| (97031) 1999 UW2                       | 19 de octubre de 1999        |
| (97209) 1999 XM36                      | 7 de diciembre de 1999       |
| (97210) 1999 XX36                      | 7 de diciembre de 1999       |
| (97211) 1999 XY36                      | 7 de diciembre de 1999       |
| (97276) 1999 XC143                     | 14 de diciembre de 1999      |
| (97277) 1999 XJ144                     | 15 de diciembre de 1999      |
| (97278) 1999 XM144                     | 15 de diciembre de 1999      |
| (98413) 2000 UO16                      | 29 de octubre de 2000        |
| (98567) 2000 WG19                      | 25 de noviembre de 2000      |
| (99447) 2002 CX25 [A]                  | 10 de febrero de 2002        |
| (99453) 2002 CW42 [A]                  | 12 de febrero de 2002        |
| (99454) 2002 CZ42 [A]                  | 12 de febrero de 2002        |
| (101967) 1999 RQ43                     | 13 de septiembre de 1999     |
| (102225) 1999 TU12                     | 10 de octubre de 1999        |
| (102603) 1999 VP5                      | 6 de noviembre de 1999       |
| (102606) 1999 VA10                     | 9 de noviembre de 1999       |
| (102613) 1999 VQ20                     | 11 de noviembre de 1999      |
| (102885) 1999 XX1                      | 3 de diciembre de 1999       |
| (102928) 1999 XU36                     | 7 de diciembre de 1999       |
| (103059) 1999 XV136                    | 14 de diciembre de 1999      |
| (106189) 2000 UM11                     | 26 de octubre de 2000        |
| (106481) 2000 WD19                     | 25 de noviembre de 2000      |
| (106535) 2000 WR62                     | 28 de noviembre de 2000      |
| (106536) 2000 WV62                     | 28 de noviembre de 2000      |
| (109657) 2001 RQ10                     | 11 de septiembre de 2001     |
| (109878) 2001 SG [A]                   | 16 de septiembre de 2001     |
| (109879) 2001 SL [A]                   | 16 de septiembre de 2001     |
| (109883) 2001 SC4 [A]                  | 18 de septiembre de 2001     |
| (109886) 2001 SX8 [A]                  | 19 de septiembre de 2001     |
| (110302) 2001 SM270 [A]                | 26 de septiembre de 2001     |
| (110325) 2001 SZ285 [A]                | 28 de septiembre de 2001     |
| (111467) 2001 YQ2 [A]                  | 19 de diciembre de 2001      |
| (111699) 2002 CP15 [A]                 | 8 de febrero de 2002         |
| (111722) 2002 CF43 [A]                 | 12 de febrero de 2002        |
| (112245) 2002 LK5 [A]                  | 6 de junio de 2002           |
| (112276) 2002 LK24 [A]                 | 7 de junio de 2002           |
| (112292) 2002 LJ35 [A]                 | 12 de junio de 2002          |
| (112658) 2002 PQ86 [A]                 | 13 de augusto de 2002        |
| (113618) 2002 TZ58 [A]                 | 4 de octubre de 2002         |
| (115328) 2003 SR222 [A]                | 28 de septiembre de 2003     |
| (118417) 1999 TW12                     | 10 de octubre de 1999        |
| (118444) 1999 VK20                     | 11 de noviembre de 1999      |
| (119836) 2002 CS12 [A]                 | 8 de febrero de 2002         |
| (119837) 2002 CY12 [A]                 | 8 de febrero de 2002         |
| (123351) 2000 WF2                      | 18 de noviembre de 2000      |
| (123386) 2000 WW62                     | 28 de noviembre de 2000      |
| (124561) 2001 ST [A]                   | 17 de septiembre de 2001     |
| (124562) 2001 SU [A]                   | 17 de septiembre de 2001     |
| (126428) 2002 CU4 [A]                  | 5 de febrero de 2002         |
| (126473) 2002 CA43 [A]                 | 12 de febrero de 2002        |
| (127388) 2002 LF5 [A]                  | 6 de junio de 2002           |
| (129883) 1999 TO2                      | 2 de octubre de 1999         |
| (130926) 2000 WF19                     | 25 de noviembre de 2000      |
| (131500) 2001 SK270 [A]                | 26 de septiembre de 2001     |
| (131700) 2001 YN [A]                   | 17 de diciembre de 2001      |
| (131898) 2002 BB1 [A]                  | 19 de enero de 2002          |
| (131928) 2002 CV4 [A]                  | 5 de febrero de 2002         |
| (131933) 2002 CC13 [A]                 | 8 de febrero de 2002         |
| (131934) 2002 CF13 [A]                 | 8 de febrero de 2002         |
| (131960) 2002 CB43 [A]                 | 12 de febrero de 2002        |
| (131961) 2002 CD43 [A]                 | 12 de febrero de 2002        |
| (131967) 2002 CR52 [A]                 | 12 de febrero de 2002        |
| (134648) 1999 VN22                     | 13 de noviembre de 1999      |
| (135239) 2001 SH9 [A]                  | 19 de septiembre de 2001     |
| (135532) 2002 CR12 [A]                 | 7 de febrero de 2002         |
| (135891) 2002 TU63 [A]                 | 4 de octubre de 2002         |
| (137308) 1999 TF2                      | 2 de octubre de 1999         |
| (140261) 2001 SJ263 [A]                | 25 de septiembre de 2001     |
| (140265) 2001 SL270 [A]                | 26 de septiembre de 2001     |
| (141433) 2002 CX12 [A]                 | 8 de febrero de 2002         |
| (141443) 2002 CX42 [A]                 | 12 de febrero de 2002        |
| (141911) 2002 PQ79 [A]                 | 13 de augusto de 2002        |
| (142559) 2002 TO64 [A]                 | 5 de octubre de 2002         |
| (145945) 1999 XF127                    | 9 de diciembre de 1999       |
| (146548) 2001 SU285 [A]                | 28 de septiembre de 2001     |
| (149053) 2002 CW12 [A]                 | 8 de febrero de 2002         |
| (149307) 2002 UQ1 [A]                  | 28 de octubre de 2002        |
| (151292) 2002 CD13 [A]                 | 8 de febrero de 2002         |
| (154027) 2002 CU42 [A]                 | 12 de febrero de 2002        |
| (154028) 2002 CV42 [A]                 | 12 de febrero de 2002        |
| (154302) 2002 UQ3 [A]                  | 29 de octubre de 2002        |
| (156037) 2001 SQ [A]                   | 16 de septiembre de 2001     |
| (158432) 2002 CJ13 [A]                 | 8 de febrero de 2002         |
| (158520) Ricardoferreira [A]           | 19 de marzo de 2002          |
| (159631) 2002 CA13 [A]                 | 8 de febrero de 2002         |
| (160590) 1999 RE28                     | 8 de septiembre de 1999      |
| (161006) 2002 EV2 [A]                  | 10 de marzo de 2002          |
| (161073) 2002 LH35 [A]                 | 12 de junio de 2002          |
| (162353) 1999 YX                       | 16 de diciembre de 1999      |
| (163341) 2002 LP32 [A]                 | 11 de junio de 2002          |
| (166372) 2002 LO32 [A]                 | 11 de junio de 2002          |
| (169517) 2002 EW2 [A]                  | 10 de marzo de 2002          |
| (171575) 1999 VM5                      | 6 de noviembre de 1999       |
| (173308) 1999 VO5                      | 6 de noviembre de 1999       |
| (173309) 1999 VK22                     | 13 de noviembre de 1999      |
| (179808) 2002 TY69 [A]                 | 9 de octubre de 2002         |
| (182836) 2002 CM7 [A]                  | 6 de febrero de 2002         |
| (189693) 2001 SO270 [A]                | 27 de septiembre de 2001     |
| (194732) 2001 YL3 [A]                  | 19 de diciembre de 2001      |
| (195009) 2002 CK13 [A]                 | 8 de febrero de 2002         |
| (197208) 2003 WY7 [A]                  | 18 de noviembre de 2003      |
| (201161) 2002 LF35 [A]                 | 11 de junio de 2002          |
| (203532) 2002 CU12 [A]                 | 8 de febrero de 2002         |
| (205081) 1999 TX14                     | 12 de octubre de 1999        |
| (206141) 2002 TA59 [A]                 | 4 de octubre de 2002         |
| (208919) 2002 UW1 [A]                  | 28 de octubre de 2002        |
| (211045) 2002 CE43 [A]                 | 12 de febrero de 2002        |
| (213314) 2001 SG9 [A]                  | 19 de septiembre de 2001     |
| (222753) 2002 CY25 [A]                 | 10 de febrero de 2002        |
| (222925) 2002 LQ32 [A]                 | 11 de junio de 2002          |
| (223156) 2002 XP35 [A]                 | 7 de diciembre de 2002       |
| (230530) 2002 XO35 [A]                 | 5 de diciembre de 2002       |
| (240385) 2003 TV3 [A]                  | 1 de octubre de 2003         |
| (241622) 1999 VL5                      | 6 de noviembre de 1999       |
| (247264) 2001 SW8                      | 19 de septiembre de 2001     |
| (250369) 2003 TY [A]                   | 4 de octubre de 2003         |
| (258197) 2001 SW285 [A]                | 28 de septiembre de 2001     |
| (286911) 2002 PR86 [A]                 | 13 de augusto de 2002        |
| (287351) 2002 US1 [A]                  | 28 de octubre de 2002        |
| (302078) 2000 WC147                    | 29 de noviembre de 2000      |
| (302367) 2002 CV12 [A]                 | 8 de febrero de 2002         |
| (302376) 2002 CG43 [A]                 | 12 de febrero de 2002        |
| (307101) 2002 CB13 [A]                 | 8 de febrero de 2002         |
| (307389) 2002 TY10 [A]                 | 3 de octubre de 2002         |
| (307439) 2002 UR1 [A]                  | 28 de octubre de 2002        |
| (313115) 2000 YL17                     | 28 de diciembre de 2000      |
| (331506) 1999 VC12                     | 10 de noviembre de 1999      |
| (337120) 1999 TY14                     | 12 de octubre de 1999        |
| (354312) 2002 UN1 [A]                  | 28 de octubre de 2002        |
| (387691) 2002 UV1 [A]                  | 28 de octubre de 2002        |
| (405154) 2002 TN64 [A]                 | 5 de octubre de 2002         |
| [A] Codescubierto con: P. R. Holvorcem |                              |

Charles W. Juels (1944 - 21 de enero de 2009) fue un astrónomo aficionado estadounidense. Trabajaba profesionalmente en el campo de la psiquiatría y después de su retiro fue un prolífico descubridor de asteroides; uno de los 50 mayores. Trabajó en el observatorio de Fountain Hills, cerca de Fountain Hills en Arizona.

## Semblanza
Juels nació en la ciudad de Nueva York en 1944, y creció en Cincinnati, Ohio. En 1969 se graduó en el Colegio de Medicina de Cincinnati. Después de su retiro como psiquiatra en Phoenix, Arizona, comenzó a buscar planetas menores en su propio Observatorio Astronómico de Fountain Hills, cerca de Fountain Hills, Arizona. Rápidamente se hizo notar cuando se le atribuyó el descubrimiento de 65 planetas menores numerados durante los primeros 18 meses de su corta carrera como descubridor de asteroides.
En total, Juels fue acreditado por el Minor Planet Center (MPC) con el descubrimiento de 475 asteroides, realizados entre 1999 y 2003.
Murió el 21 de enero de 2009 a la edad de 64 años. El asteroide (20135) Juels del cinturón principal, descubierto por Paul G. Comba en 1996, fue nombrado en su honor. La cita fue publicada el 9 de marzo de 2001 (M.P.C. 42368).
Juels y Paulo R. Holvorcem ganaron el premio "Comet" 2003 por su co-descubrimiento del cometa C/2002 Y1 el 28 de diciembre de 2002 con una cámara electrónica CCD.

## Eponimia
- El asteroide (20135) Juels fue nombrado así en su honor.[7]